# W poszukiwaniu idealnego kochanka
W poszukiwaniu idealnego kochanka – amerykański dramat obyczajowy z 1977 na podstawie powieści Judith Rossner.

## Główne role
- Diane Keaton – Theresa Dunn
- Tuesday Weld – Katherine
- William Atherton – James
- Richard Kiley – Pan Dunn
- Richard Gere – Tony Lo Porto
- Alan Feinstein – Martin
- Tom Berenger – Gary